# UFC Fight Night: Moicano vs. Saint Denis
UFC Fight Night 243 (también conocido como UFC on ESPN +101) fue un evento de artes marciales mixtas producido por Ultimate Fighting Championship que se llevó a cabo el 28 de septiembre de 2024 en el Accor Arena en París, Francia.

## Antecedentes
El evento marcó la tercera visita de la promoción a París y la primera desde UFC Fight Night: Gane vs. Spivak en septiembre de 2023.
Una pelea de peso ligero de cinco asaltos entre Renato Moicano y Benoît Saint Denis encabezó el evento.

## Bonificaciones
Los siguientes peleadores recibieron bonos de $50.000.
- Pelea de la Noche: No se otorgaron bonos
- Actuación de la Noche: Chris Duncan, Morgan Charrière, Farès Ziam y Bryan Battle